# Sineugraphe mienshanensis
Sineugraphe mienshanensis är en fjärilsart som beskrevs av Charles Boursin 1954. Sineugraphe mienshanensis ingår i släktet Sineugraphe och familjen nattflyn. Inga underarter finns listade i Catalogue of Life.